# Прохасько Юрій Богданович
Юрій Богданович Прохасько (нар. 28 квітня 1970, Івано-Франківськ)— український літературознавець, психоаналітик, есеїст, публіцист, перекладач. Молодший брат українського письменника, лауреата Шевченківської премії Тараса Прохаська, дядько письменника Маркіяна Прохаська, родич письменниці Ірини Вільде (син її троюрідної племінниці).  
Молодший науковий співробітник відділу літературного процесу та компаративістики в Інституті Івана Франка НАН України. Член-кореспондент Саксонської академії мистецтв (Дрезден). Співзасновник та викладач Львівського психоаналітичного інституту (2010). Член Українського ПЕН.

## Біографія
Студіював германістику у Львівському університеті (1987—1992) і навчався групового психоаналізу в Альтаусзее (Австрія, 1997—2007). Перекладає з німецької (серед інших твори Роберта Музіля, Йозефа Рота, Генріха фон Кляйста, Франца Кафки, Юдит Германн, Ґоттфріда Бенна, Фрідріха Шляєрмахера, Інґо Шульце), польської (Юзеф Віттлін, Ярослав Івашкевич, Лешек Колаковський) та ідишу (Дебора Фогель). Друкується в часописах «Критика», «Ї», «Tygodnik Powszechny», «Die Zeit», «Kafka», «La Repubblica», «Falter».
2007 – груповий аналітик Міжнародної Робочої Спільноти з групової динаміки і групового психоаналізу (Альтаусзее, Австрія), дійсний член Європейської Асоціації Психотерапії та Української Спілки Психотерапевтів за напрямом «груповий психоаналіз». 

## Нагороди
- 2008 — Премія ім. Фрідриха Ґундольфа Німецької академії мови і поезії
- 2008 — Австрійська державна премія з художнього перекладу «Трансляціо»

## Переклади
- Райнер Марія Рільке. Нотатки Мальте Лявридса Бриґґе
- Ернст Юнгер. В сталевих грозах
- Йозеф Рот. Йов. Роман простого чоловіка.
- Йозеф Рот. Фальшива вага. Історія одного айхмистра
- Міхаель Енде. Нескінченна історія
- Вольфґанґ Шивельбуш. Смаки раю. Соціяльна історія прянощів, збудників та дурманів
- Катя Петровська. Мабуть Естер
- Дебора Фогель. Фігури днів. Манекени
- Каталін Доріан Флореску. Якоб вирішує любити (роман).
- Ярослав Івашкевич. Березина (з книги: Івашкевич Я. Злет. Вибрані твори. — К: Видавнича група «Сучасність», 2007. — 384 с.).
- Карл-Маркус Ґаус. Європейська абетка.
- Педро Ленц. Кіпер — це я (роман).
- Йоганн Ґете. Вибіркові спорідненості (роман).
- Франц Кафка. Зниклий безвісти (роман). 2009.
- Зиґмунд Фройд. Невпокій в культурі. – Львів: видавництво Апріорі, 2021.